# Ordre des pharmaciens (Belgique)
Pour les articles homonymes, voir Ordre des pharmaciens.
En Belgique, l'Ordre des pharmaciens est un organisme professionnel, administratif et juridictionnel de défense et de régulation de la profession de pharmacien.
L'ordre des pharmaciens a compétence pour tous les pharmaciens, qu'ils soient :
- pharmacien d'officine,
- pharmacien hospitalier,
- pharmacien d'industrie,
- pharmacien-biologiste.

## Organisation
Le conseil de l'Ordre des pharmaciens est organisé en un conseil national et en dix conseils provinciaux :
- le conseil provincial du Brabant d'expression française (Brabant wallon + pharmaciens francophones de la région bruxelloise) ;
- le conseil provincial du Brabant d'expression néerlandaise (Brabant flamand + pharmaciens néerlandophones de la région bruxelloise) ;
- le conseil provincial de la province d'Anvers ;
- le conseil provincial de la province de Flandre-Occidentale ;
- le conseil provincial de la province de Flandre-Orientale ;
- le conseil provincial de la province de Hainaut ;
- le conseil provincial de la province de Liège ;
- le conseil provincial de la province de Limbourg ;
- le conseil provincial de la province de Luxembourg ;
- le conseil provincial de la province de Namur.

Avant l'éclatement de la province de Brabant au début des années 1990 (en trois morceaux : région bruxelloise, Brabant wallon, Brabant flamand), il y avait deux ordres pour cette province, en fonction du régime linguistique du pharmacien. Après l'éclatement, le statu quo a été respecté.